# Angamuco
Angamuco es una antigua ciudad purépecha, ubicada en el actual estado mexicano de Michoacán (centro-occidente de México), que fue habitada por los purépechas hasta el final del período postclásico (alrededor de 1530) y redescubierta por arqueólogos en 2009. Se encuentra a unos 9 km al sureste de Tzintzuntzan, en la cuenca del lago Pátzcuaro. Su construcción comenzó en el siglo x, aunque su territorio fue ocupado al menos ya en el siglo IV d. C.

## Descubrimiento
En 2006 inició el «Proyecto Legados de la Resiliencia: La Cuenca del Lago de Pátzcuaro», dirigido por Christopher Fisher, con el objetivo de estudiar varios sitios arqueológicos que se detectaron al sureste del lago de Pátzcuaro. Oculta por mucho tiempo a causa del espeso bosque y el terreno accidentado que impiden el paso, Angamuco fue finalmente descubierta en 2007.
Fue en 2011 que a través del uso de la tecnología LiDAR se confirmó la existencia del asentamiento y se obtuvo el plano 3D de la superficie, gracias al cual se identificaron varias estructuras, entre ellas una yácata; entre 2014 y 2015 se identificó la gran variedad de estructuras existentes.
El descubrimiento fue anunciado oficialmente en febrero de 2018 por Christopher Fisher, antropólogo de la Universidad Estatal de Colorado, en la «Convención Anual de la Asociación Americana para el Avance de la Ciencia», en Austin, Texas.

## Descripción
Angamuco fue erigida sobre un malpaís, una zona rocosa producto de un flujo de lava.
La investigación con LiDAR mostró que la ciudad tenía un área de unos 26 km² (el doble del tamaño de la capital Tzintzuntzan y aproximadamente lo mismo que Manhattan)y aproximadamente 39 000 construcciones, por lo que se cree que entre el 1000 y el 1300 d. C., su pico máximo durante el periodo Postclásico, pudo haber alojado a casi 100 000,o cuando menos 40 000 habitantes, siendo, en ese caso, la mayor ciudad que todo el occidente mexicano haya tenido; no por nada Fisher la consideró como el verdadero corazón del imperio. Para el arqueólogo José Luis Punzo, no obstante, no existía la suficiente evidencia como para afirmar que todo el sitio fuera una sola ciudad construida y ocupada al mismo tiempo; por lo mismo, no concuerda con la predicción de que existieran tantas personas en el sitio, también porque no se han investigado todas las estructuras, motivo por el cual se desconoce cuántas de ellas fueron viviendas.
En el sitio fueron encontrados caminos, casas y una plaza principal frente a la cual se levantaba una yácata (una edificación en forma de T, con una base circular y sobre una gran plataforma), donde se hallaron cerámicas, entierros, metales, etc.
Los pobladores del asentamiento vivían en estructuras de piedra y de elementos perecederos asentadas sobre terrazas, las cuales bordeabas plazas hundidas. 
El sitio presenta un total de 26 templos y pirámides, un número significativo, entre los que destacan seis yácatas. Estos 26 edificios se subdividen en cuatro principales grupos orientaciones, lo que demuestra una normalización constructiva, así como el uso de principios de planificación para las estructuras monumentales. De entre estas estructuras, casi todas presentan una alineación con los ciclos solares, con acimutes EO entre 65-115°, a excepción de ocho pirámides que pertenecen al «Grupo Rectilíneo 1» y una yácata en el norte, que se orientan al sureste. Estos modos de orientación siguen los lineamientos de una tradición de planificación urbana mesoamericana.
A diferencia de otras ciudades prehispánicas, Angamuco presenta sus pirámides y sus plazas en la periferia, y no en el centro de la ciudad, como es habitual. Esto es debido a las influencias imperiales en la arquitectura durante los periodos Posclásico medio y tardío (1200-1530 d. C.), entre la que destacan «patios compartidos, grandes plazas abiertas, pirámides de yácata, y cementerios y altares públicos». Esta distribución al exterior respondería a la rudeza del terreno del malpaís, en tanto que la coordinación de proyectos monumentales estaría entorpecida en el interior.

## Historia
Fisher cree que el asentamiento se fundó alrededor del año 900 d. C. y alcanzó su máxima importancia entre el año 1000 y el 1350 d. C. Si bien, en el asentamiento ya moraban grupos humanos cuando al menos el 300 d. C., aproximadamente, durante el periodo Clásico. Su colapso se dio en 1530 d. C., durante el Posclásico tardío.
De acuerdo con las dataciones de radiocarbono realizadas, la ciudad tuvo dos periodos expansivos separados a través del tiempo, antes de su caída, tras la llegada de los españoles. A partir de este momento la ciudad gozaba de poca población; sin embargo, debido a las epidemias que venían con ellos, se cree que nueve de cada diez habitantes perecieron y los que sobrevivieron la terminaron abandonando.
Para Cohen, diversas ciudades dentro del Imperio purépecha, como Angamuco, eran relativamente independientes a la capital imperial. La evidencia se encuentra en el modo de fabricación de la cerámica, que, aunque se empieza a diversificar a partir de su incorporación al imperio, no se modifica en lo que respecta a sus fuentes de arcilla y las recetas de la pasta.  Ello indica que los líderes purépechas tuvieron que integrar los sistemas productivos vigentes en el asentamiento, en vez de instaurar un control de arriba hacia abajo. Esto sugiere que la negociación fue lo que posiblemente le permitió al imperio afianzar su control político.